# Buskpotentil
Buskpotentil (Dasiphora) er en slægt med 4 arter, som er udbredt i Cirkumpolart, dvs. i Centralasien, Kina, Himalaya, Sibirien, Nordamerika og Nordeuropa samt Kaukasus. Slægten er udskilt af den ældre slægt Potentil (Potentilla) efter nye DNA-undersøgelser. Det er lave, løvfældende buske med en tæt forgrenet vækst. Bladene er finnede, dvs. delt i 5 (evt. 3 eller 7) småblade. Blomsterne sidder i små, endestillede stande, og de er 5-tallige og regelmæssige med hvide eller gule kronblade. Frugterne er nødder, der falder ud enkeltvis.
| Beskrevne arter |

- Hvid buskpotentil (Dasiphora davurica)
- Almindelig buskpotentil (Dasiphora fruticosa)

| Andre arter |

- Dasiphora arbuscula
- Dasiphora parvifolia